# Metsapere (Emmaste)
Metsapere – wieś w Estonii, w prowincji Hiuma, w gminie Emmaste.